# Karl Emil Biel

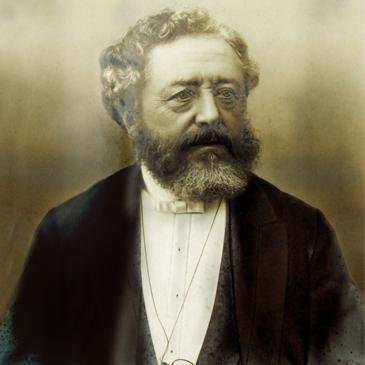
Selbstbildnis (um 1910)

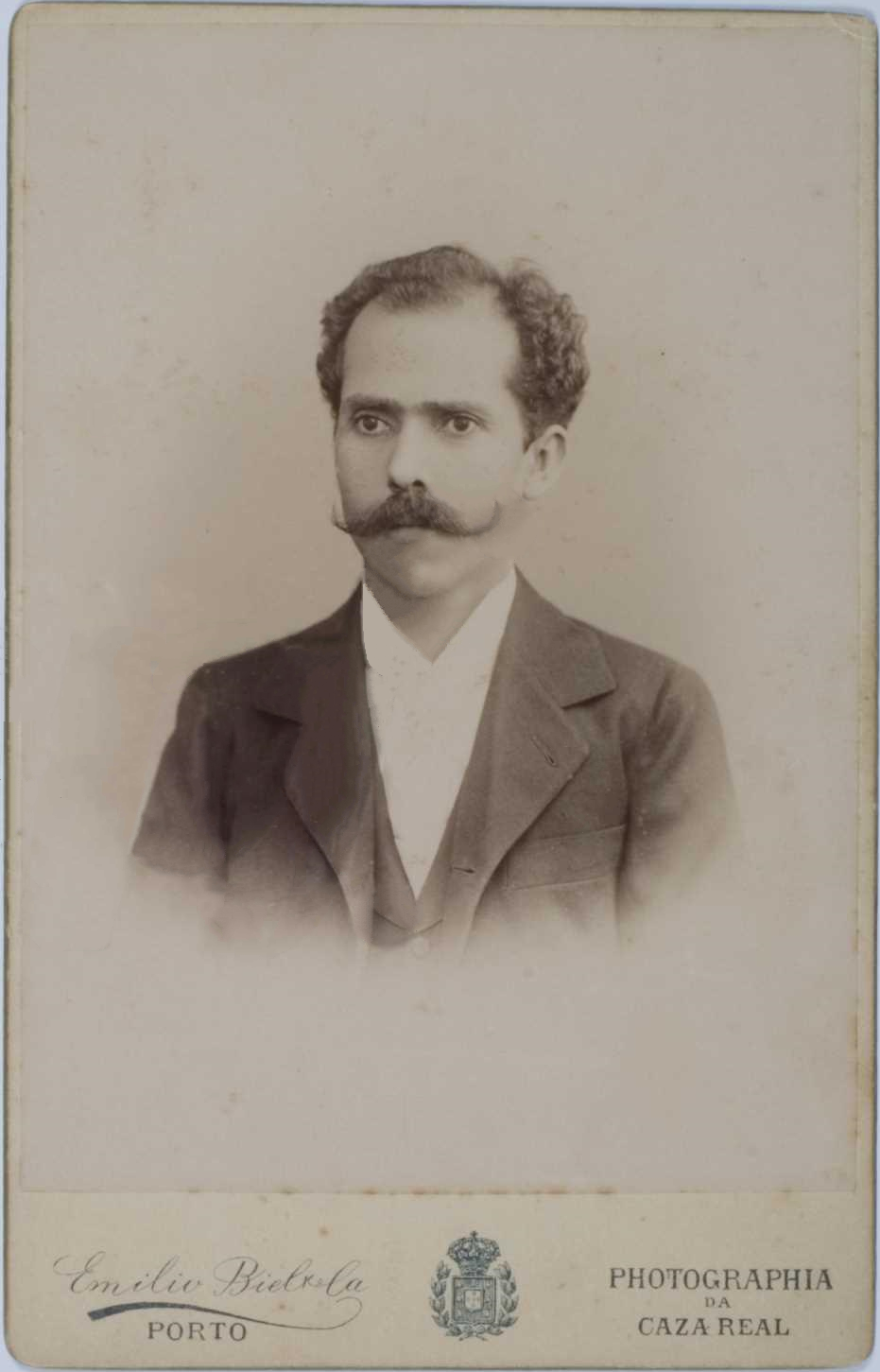
José Augusto da Cunha Moraes wurde 1900 einer von Biels Gesellschaftern (unten links: Emílio Biel & Cª Porto; Mitte und rechts: portugiesisches Königswappen und Photographia da Caza Real)

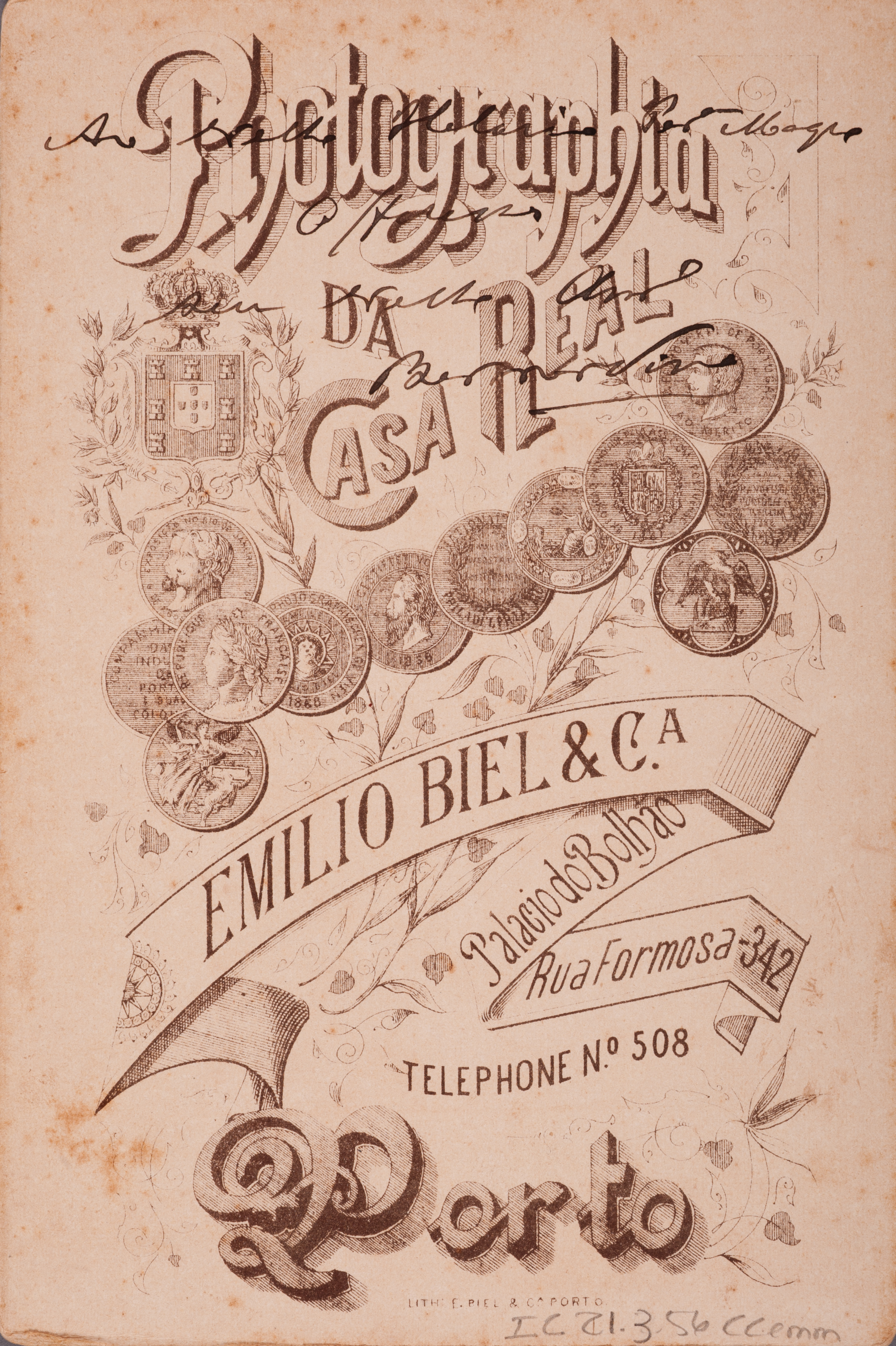
Rückseite eines Fotos mit Angaben zum neuen Studio

Karl Emil Biel (geboren als Carl Emil Biel, in Portugal und darüber hinaus bekannt als Emílio Biel, * 18. September 1838 in Annaberg; † 14. September 1915 in Porto) war ein aus Sachsen stammender Unternehmer, Fotograf und Herausgeber. Er lebte und wirkte seit 1857 in Portugal.

## Leben und Wirken
Karl Emil Biel war das einzige Kind der aus Schlettau stammenden (Auguste) Wilhelmine Schreiber und des Annaberger Tapisserie- und Garnwarenhändlers Friedrich Julius Biel (1801–1870). Er wanderte im Alter von 19 Jahren nach Portugal aus und arbeitete zunächst in Lissabon für Henrique Schalk, eine portugiesische Vertretung verschiedener deutscher Betriebe. In Lissabon pflegte Biel Kontakte zu deutschen kulturellen Kreisen und zum portugiesischen König Ferdinand II., einem Prinzen von Sachsen-Coburg und Gotha. 1860 ging er als Vertreter von Schalk nach Porto und machte sich dort fünf Jahre später mit einer Knopffabrik selbstständig.
Biels großes Interesse galt jedoch technischen Neuerungen, insbesondere in der Fotografie. Er erwarb das Studio Photographia Fritz, das der aus Hamburg stammende Fotograf Joachim Friedrich Martin Fritz 1856 gegründet hatte. Das Fotostudio wurde einige Jahre unter dem Namen Antiga Casa Fritz (deutsch: ehemals Haus Fritz) weitergeführt, später jedoch in Emílio Biel e Companhia umbenannt. Der in Dänemark geborene Fotograf Fernando Joan Martin Nils Brütt, ein langjähriger Mitarbeiter Biels, wurde 1876 sein Gesellschafter. Das wenige Jahre zuvor von Joseph Albert wesentlich verbesserte Verfahren des Lichtdrucks (auch Phototypie genannt) erlaubte es Biel, hochwertige Fotografien in Druckerzeugnisse wie Plakate, Broschüren und Bildbände einzufügen. Gegen Ende des 19. Jahrhunderts gelang auch die preiswerte Massenproduktion von Ansichtskarten im Lichtdruck.
Im Jahr 1880 heiratete Biel Edith Katzenstein (1858–1882), eine Tochter von Eduard Katzenstein (1817–1894) und Nichte des Malers Ludwig Katzenstein. Biel hatte bereits sechs uneheliche Kinder aus vorherigen Beziehungen, von denen jedoch nur drei die ersten Jahre überlebten: Júlio Emílio (* 1870), João Jorge (* 1873) und Emílio de Almeida (* 1878). Nun kam Else Biel (1881–1952) als siebentes und erstes eheliches Kind hinzu. Biels Ehefrau Edith starb schon 1882 an Tuberkulose.

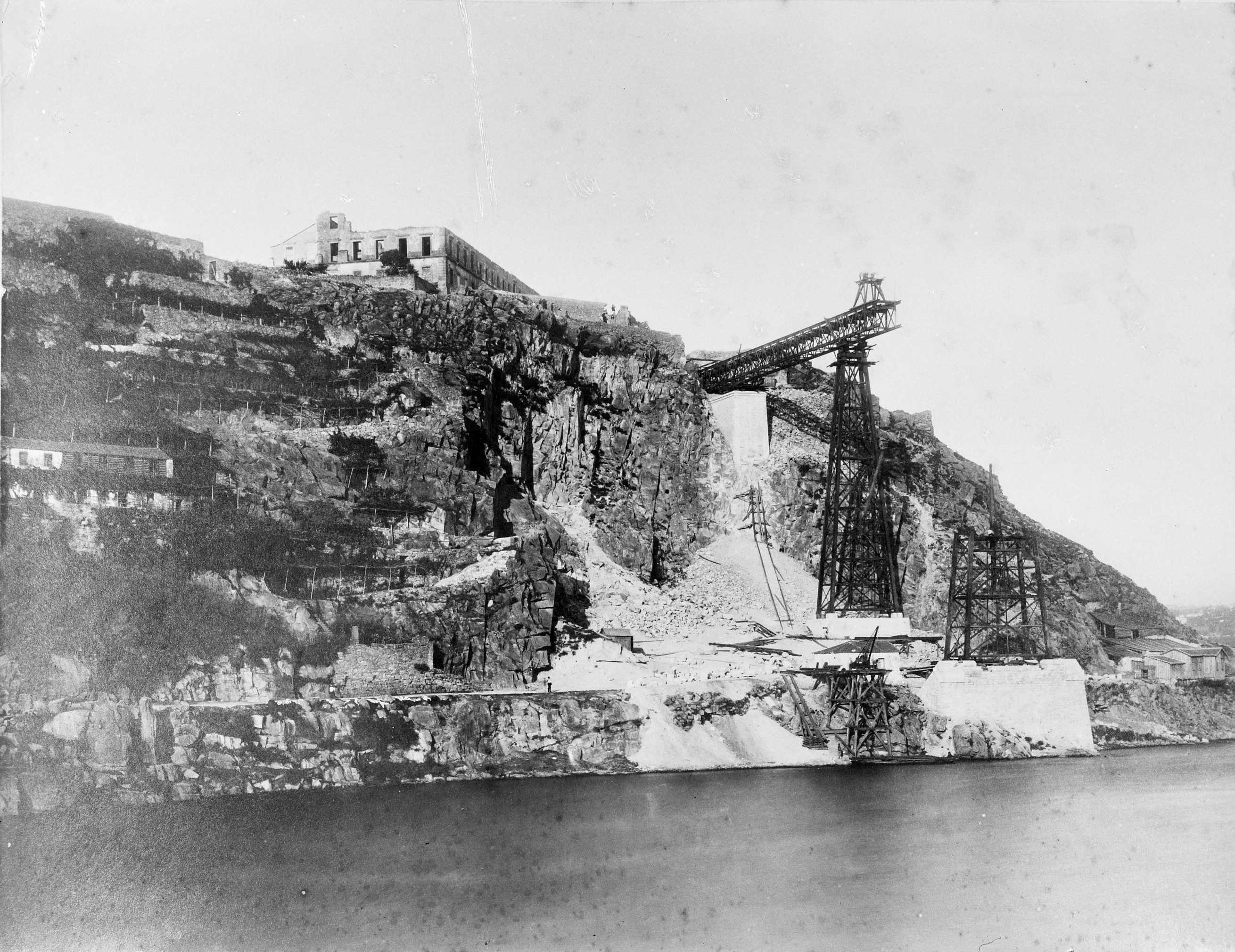
Biel zugeschriebenes Foto vom Bau der Ponte Maria Pia um 1876, eine der berühmtesten Brücken von Gustave Eiffel

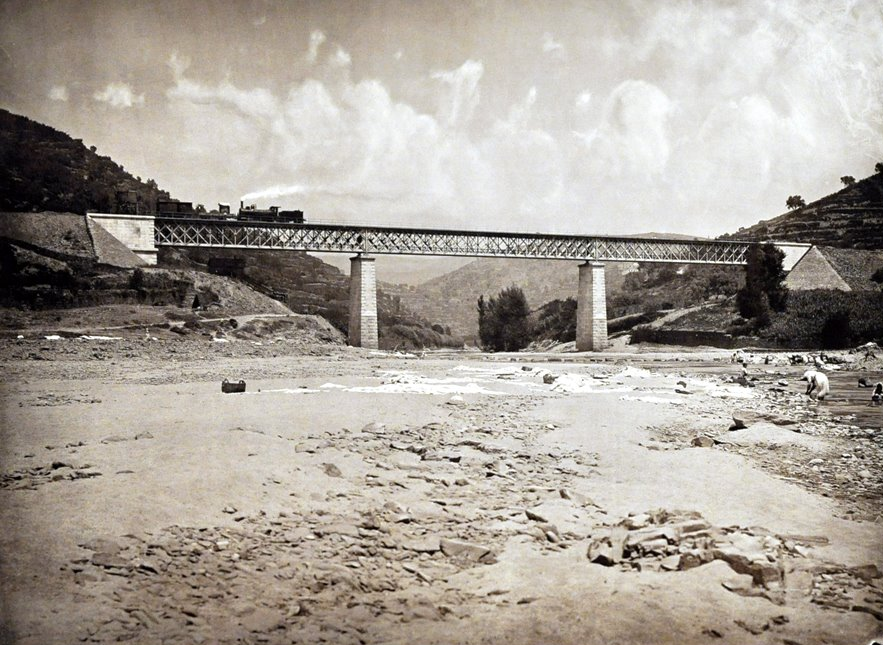
Viaduto do Corgo (Lichtdruck um 1886) aus dem Álbum Caminho de Ferro do Douro

Im Jahr 1889 zog Biel mit seinem Atelier in den Palácio do Conde do Bolhão in die Rua Formosa 342 um, sein Personal war unterdessen auf 60 Angestellte angewachsen. Einer der prominenten Besucher des neuen Ateliers war der ehemalige Kaiser von Brasilien Peter II., der aus seinem französischen Exil Porto besuchte. Nach der Installation von elektrischem Licht in den neuen Räumen konnte Biel abends länger arbeiten. 1893 feierte man die Produktion der fünfzigtausendsten Druckplatte. 1900 kam als weiterer Gesellschafter neben Fernando Brütt der Fotograf José Augusto da Cunha Moraes zu Emílio Biel & Cª. Das Atelier durfte sich auch unter Karl I. als offizieller Fotograf des Königshauses der portugiesischen Dynastie Coburg-Braganza mit dem Titel Photographia da Caza Real schmücken.
Neben der Fotografie und der Tätigkeit als Herausgeber war Biel auch Vertreter für die britische Coats & Clark (Garne) sowie für die deutschen Unternehmen Benz & Cie. (Automobile und stationäre Gasmotoren) und Schuckert & Co. (elektrische Straßenbahnen und Kraftwerke). 1901 teilte er seinen Betrieb in Emílio Biel (nach seinem Tod Emílio Biel Herdeiros) und Emílio Biel & Cª auf. Sein ältester Sohn Júlio Emílio und später auch sein zweitältester Sohn João Jorge erhielten die Abteilung für Elektrizität und Motore. Emílio de Almeida bekam das Geschäft mit dem Import von Autos, Stoffen und anderen Waren. Der Vater konnte sich fortan mehr der Fotografie und der Herausgeberschaft widmen. Außerdem fand er mehr Zeit für seine außergeschäftlichen Leidenschaften: den Gartenbau, die Blumenzucht und die Insektenkunde. Biel starb im Alter von 77 Jahren in Porto und wurde auf dem Cemitério de Agramonte beigesetzt.

## Fotograf und Herausgeber
Biels Studio war insbesondere bekannt für Porträtfotografien und Ansichtskarten mit rund 500 verschiedenen Motiven. Die genaue Urheberschaft der Fotos ist jedoch weitgehend unbekannt, da fast ausschließlich Emílio Biel & Cª angegeben wurde. Welche Fotos von Biel, seinen Gesellschaftern Cunha Moraes und Brütt oder einem Mitarbeiter des Unternehmens stammen, ist nicht feststellbar. Da das Urheberrecht anfänglich Fotografie nicht als Kunst ansah, kopierten auch andere Produzenten Werke von Emílio Biel & Cª.
Neben der Atelierarbeit widmete sich Biel der Landschaftsfotografie sowie der Dokumentation der Portweinproduktion und der großen Ingenieurarbeiten. Seine Fotografien zum Bau der Eisenbahn in Portugal begannen 1885. Zwischen 1884 und 1892 dokumentierte Biel den Bau des Hafens Porto de Leixões. Außerdem lieferte er Fotos für die Zeitschriften Illustração Portugueza (1884–1890) und Tiro e Sport (1904–1913) sowie für die Wochenzeitung Branco e Negro (1896–1898).
1887 wurde er mit der Silbernen Voigtländer-Medaille der Photographischen Gesellschaft ausgezeichnet.
Die Herausgeberschaft begann 1880. Biel gab anlässlich des 300. Todestags des portugiesischen Nationaldichters Luís de Camões eine mit Gravuren versehene, auf 120 Exemplare limitierte Ausgabe des Epos Os Lusíadas heraus. Weitere 12 Exemplare wurden auf Pergament gedruckt und an Prominente verschenkt. Als Herausgeber war Emílio Biel & Cª jedoch erst wieder tätig, nachdem José Augusto da Cunha Moraes seit 1900 für diesen Bereich verantwortlich wurde. Angeregt durch die langjährige Vorarbeit mit dem Kunsthistoriker und Kritiker Joaquim de Vasconcelos gab er von 1902 bis 1908 das achtbändige Werk A Arte e a natureza em Portugal: album de photographias com descripções, clichés originaes; copias em phototypias inalteraveis; monumentos, obras d'arte, costumes, paisagens heraus. Weitere Werke erschienen beispielsweise in Zusammenarbeit mit Autoren wie José Duarte Ramalho Ortigão und Carolina Michaëlis de Vasconcelos. Das letzte Werk war A Arte Religiosa em Portugal mit Texten von Joaquim de Vasconcelos. Der erste Band über den Norden und die Mitte von Portugal einschließlich Lissabon erschien 1914 bis 1915 in 12 Lieferungen. Der zweite Band über den Süden wurde nach dem Tod Biels nicht mehr vollständig fertiggestellt.

## Technikpionier
Neben dem Lichtdruck, den Biel für seine Arbeit benutzte und weiterentwickelte, interessierte er sich für viele andere technische Neuerungen. Schon 1881 beantragte Biel bei der Stadtverwaltung von Porto die Genehmigung einer direkten Telefonverbindung zwischen seinem Haus und dem Studio. Ferner führte Biel über seine Unternehmensvertretung erste Phonographen und Kinematographen in Portugal ein. Eins der ersten Benz-Automobile in Porto wurde über seine Vertretung importiert. Nachdem Biel von ersten Röntgenuntersuchungen im portugiesischen Coimbra erfahren hatte, sorgte er dafür, dass auch in Porto ein entsprechendes Gerät installiert wurde. Von Schuckert & Co. bezog Biel Materialen und Maschinen für die Errichtung des ersten portugiesischen Wasserkraftwerks bei Vila Real am Rio Corgo im Jahre 1894. Dadurch wurde Vila Real der erste Ort in Portugal, der eine elektrische Beleuchtung durch Wasserkraft erhielt. Biel übernahm das Kraftwerk selbst, als sein Auftraggeber in Zahlungsschwierigkeiten geriet. Das Wasserkraftwerk, im Volksmund „Central do Biel“ genannt, blieb bis 1926 in Betrieb.
Im Zuge der allgemeinen Elektrifizierung führte Biel auch in Porto die elektrische Beleuchtung ein; nicht nur auf Straßen, sondern auch in vielen Villen. Ab 1895 beschaffte er für Porto die erste elektrische Straßenbahn Portugals mit Technik von Schuckert & Co. und Siemens & Halske. Biel bestand darauf, eine der ersten Straßenbahnen in Porto selbst zu fahren.

## Naturliebhaber
Neben technischen Dingen widmete sich Biel dem Gartenbau, der Begonien- und Orchideenzucht sowie der Schmetterlingskunde. Besucher beschreiben sein Haus als Museum, Studienzentrum und Archiv sehr gegensätzlicher Dinge. Neben physikalischen Apparaten wie Geißlerröhren und anderen elektrischen Maschinen besaß er seltene portugiesische Bücher. Biel war Mitglied zahlreicher entomologischer Gesellschaften wie (mit Unterbrechung) seit 1890 im Internationalen Entomologischen Verein und seit 1902 im Berliner Entomologischen Verein mit der Angabe des Spezialgebiets „europäische Schmetterlinge“. Seine Sammlung umfasste tausende Schmetterlinge aus aller Welt. Biel entdeckte in Gerês eine Form des in Deutschland als Schönbär bezeichneten Nachtfalters, die Otto Staudinger Biel zu Ehren 1894 als Callimorpha dominula f[orma] bieli beschrieb.

## Erbe
Ein halbes Jahr nach Biels Tod und der Beschlagnahme deutscher Schiffe in portugiesischen Häfen auf Bitten Großbritanniens kam es zur Kriegserklärung Deutschlands an Portugal. Infolge der Teilnahme des bisher neutralen Portugals am Ersten Weltkrieg wurde der Besitz deutscher Bürger ausnahmslos beschlagnahmt. Das betraf auch die Erben Biels, obwohl alle seine Kinder in Portugal geboren worden waren und die portugiesische Staatsbürgerschaft besaßen. Große Teile von Biels Sammlungen und Archiven wurden später versteigert. Fernando Brütt und António Beleza konnten bei den Auktionen einen Teil des Bestandes erwerben, andere Dinge gingen weitgehend verloren. 29 Fotografien von Biel, über deren Beschaffung nichts bekannt ist, befinden sich neben den wichtigsten Druckwerken von Emílio Biel & Cª derzeit (Stand 2025) in der Sammlung des Ibero-Amerikanischen Instituts. Den größten Bestand mit 145 Fotos besitzt das 1997 gegründete Centro Português de Fotografia in Porto.
Komplett erhalten ist lediglich die beschlagnahmte Schmetterlingssammlung. Sie befindet sich heute im Museu de História Natural e da Ciência da Universidade do Porto. Das Grundstück von Biels Wasserkraftwerk bei Vila Real übernahm 1932 der lokale Industrielle José Pires Granjo. Er errichtete dort eine Gerberei, nutzte die ehemaligen Kraftwerksstrukturen und bewahrte damit einen Großteil der historischen Maschinen vor Verfall und Verschrottung. Ein Teil des damals als Quinta do Granjo (Granjos Hof) bekannten Gebiets wurde restauriert und ist heute ein Museum.